# Giovanni Pierluigi da Palestrina
Giovanni Pietro Aloisio Pierluigi da Palestrina, korter Giovanni Pierluigi da Palestrina (Palestrina, circa 1525 – Rome, 2 februari 1594) was een Italiaans componist. Hij heeft een grote invloed gehad op de ontwikkeling van de katholieke kerkmuziek. Zijn muziek is altijd beschouwd als een hoogtepunt in de Renaissancemuziek. 

## Naam
Pierluigi is de familienaam, Palestrina geeft de herkomst aan. De  gelatiniseerde naam luidt Johannes Petraloysius Praenestinus. Zijn bijnaam was Il Prenestino (de man uit Preneste = Palestrina). In de muziekwetenschap wordt gewoonlijk niet de naam Pierluigi, maar Palestrina gebruikt. 

## Levensloop

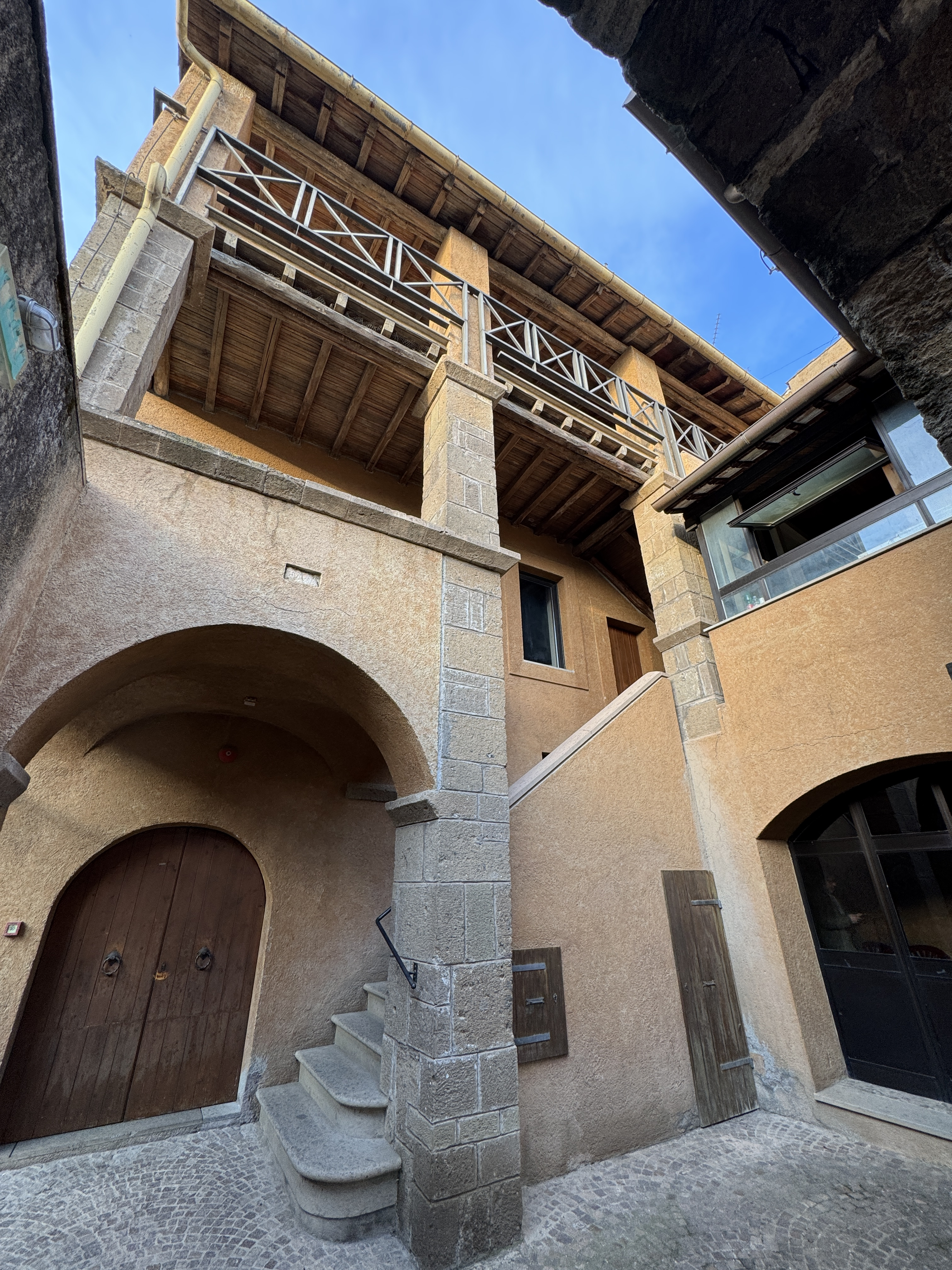
Geboortehuis van Palestrina

Giovanni Pierluigi da Palestrina (Palestrina) werd rond 1525 geboren in Palestrina of in Rome. Als we de vermelding "68 jaar oud" in de necrologie door Melchior Major letterlijk nemen, lag zijn geboortedatum tussen 3 februari 1525 en 2 februari 1526 - misschien op 27 december, feestdag van de apostel Johannes naar wie hij genoemd werd. Het oudste overblijvende document dat hem vermeldt, is het testament van zijn grootmoeder langs vaderskant, Jacobella, gedateerd 22 oktober 1527.
In 1537 was hij koorknaap aan de basiliek Santa Maria Maggiore te Rome. 
Van 1544 tot omstreeks 1551 was hij organist en kapelmeester in de kathedraal van zijn geboortestad. In 1547 trad hij in het huwelijk met Lucrezia di Francesco Gori, een dochter van een bemiddelde wijnbouwer. Zij kregen samen twee zoons: Rodolfo en Angelo. In 1551 werd Palestrina  kapelmeester aan de Cappella Giulia van de Sint-Pieter te Rome. In 1555 werd hij door Paus Julius III benoemd tot zanger van de Sixtijnse Kapel. In 1554 publiceerde hij zijn eerste missenboek. In 1555 werd hij door Paus Paulus IV ontslagen omdat hij geen priester was. 
Een maand later werd hij aangesteld als kapelmeester van de Sint-Jan van Lateranen in Rome, een post die hij tot 1560 bekleedde. In 1555 verscheen zijn eerste boek met vierstemmige madrigalen. Vanaf 1561 (waarschijnlijk tot 1566) was hij kapelmeester van de Santa Maria Maggiore, daarna muziekleraar aan het Seminario Romano. Van 1567 tot 1571 stond Palestrina in dienst van kardinaal Ippolito II d'Este, van 1571 tot aan zijn dood op 2 februari 1594 was hij kapelmeester aan de Sint-Pieter, waar hij ook begraven werd.
In de jaren 1572-1580 kreeg Palestrina verschillende tragedies te verwerken. In 1572 stierf zijn oudste zoon Rodolfo, een beloftevol jong muzikant, aan de pest. In 1573 verloor hij zijn broer Silla. In 1575 stierf zijn tweede zoon Angelo kort na diens huwelijk. Tussen 1575 en 1581 lijkt hij geen muziek te hebben gepubliceerd. In 1580 stierf zijn vrouw Lucrezia in een epidemie. Palestrina vroeg aan de paus om tot priester te worden gewijd. Paus Gregorius XIII decreteerde die wijding en gaf hem een permanente aanstelling aan de basilica Santa Maria Maggiore met verwaarloosbare plichten en een bescheiden salaris. In december 1580 ontving Palestrina wel degelijk de kerkelijke tonsuur, wat normaal zou leiden tot de wijdingen als onderdiaken, diaken en ten slotte priester. Totaal onverwacht huwde hij enkele weken later echter met de weduwe Virginia Dormoli.

## Werk

### Thematiek
Hoewel Palestrina ook veel seculiere werken heeft gecomponeerd, was het meeste van zijn werk expliciet Christelijk en bedoeld om te worden uitgevoerd in kerken. Bijna alle bijbelse of Christelijk-liturgische bronnen worden aangeboord. Honderden werken bevatten delen van de 150 psalmen, naast de klaagliederen van Jeremia en het Hooglied. Met zekerheid kunnen 330 gewijde motetten, 68 offertoria, 35 Magnificats, 72 hymnen en 49 gewijde madrigalen aan hem worden toegeschreven. Zijn werk omvat alle getijden en grote feestdagen van het kerkelijk jaar. Het meest opvallende zijn echter zijn 104 behandelingen van de 6 grote delen van de gezongen mis: Kyrie, Gloria, Credo, Sanctus, Benedictus, Agnus Dei (ter vergelijking: Orlando di Lasso componeerde 60 missen).
Zijn composities worden gekenmerkt door een heldere melodische structuur en gebalanceerde harmonie in de zangpartijen.

### Context en verspreiding
De muzikale hervorming binnen de Katholieke Kerk waartoe het Concilie van Trente (1545-1563) besloot, orïënteerde zich sterk op de stijl van Palestrina. De legende wil dat Palestrina zijn Missa Papae Marcelli (Mis voor Paus Marcellus) speciaal componeerde om de deelnemers aan dit concilie te overtuigen van de noodzaak tot hervorming van de kerkmuziek zonder de verworvenheden van de polyfonie op te geven. De mis werd echter voor het eerst gepubliceerd in 1567, vier jaar na het concilie. 
Palestrina's stijl kreeg navolging van onder anderen Gregorio Allegri en Tomás Luis de Victoria. Zijn stijl werd het schoolvoorbeeld van de zogeheten prima prattica.
Tijdens zijn leven is maar een gering deel van Palestrina's muziek in druk verschenen. In de 19e eeuw kwam er hernieuwde belangstelling voor zijn werk, door de inspanningen van onder anderen Luigi Cherubini en Vincent d'Indy. Een eerste uitgave van de verzamelde werken in 33 delen verscheen in de jaren 1862–1903 bij Breitkopf & Härtel in Leipzig.

## Beknopte werkenlijst

### Geestelijke muziek
- 105 missen
- 375 motetten
- 35 magnificats
- 68 Offertoria
- 45 hymnen
- 200 liederen
- psalmzettingen

### Litanieën
- Litaniae de B. Virgine Maria inest Ave Maria (3 en 4 stemmig)
- Litaniae de B. Virgine Maria (5 stemmig)
- Litaniae de B. Virgine Maria (6 stemmig)
- Litaniae de B. Virgine Maria (8 stemmig)
- Litaniae deiparae Virginis inest Ave Maria (4 stemmig)
- Litaniae Domini (8 stemmig)
- Litaniae Sacrosanctae Eucharistiae (8 stemmig)

### Wereldlijke muziek
- ± 200 madrigalen

### Instrumentaal
- 9 orgelricercari

## Receptie
Tijdgenoten achtten Palestrina al hoog. Een diplomaat schreef in 1575 dat hij "nu beschouwd wordt als de allereerste muzikant ter wereld." Zijn werken bleven nog lang na zijn dood in druk.
In de 17de eeuw bleef hij populair als model van strikt geregeld contrapunt. De stijltheorie in de Barokperiode hanteerde steeds strengere canons, vooral voor sommige soorten kerkmuziek. Niet alleen technisch vernuft, maar ook conceptueel inzicht in de contrapunctuele grondslagen van de traditie werden als essentieel beschouwd voor een onderlegd en gesofisticeerd musicus.
In de 18de eeuw waren het de musicoloog Johann Joseph Fux en zijn volgelingen die het strenge contrapunt analyseerden. Palestrina werd vooral geprezen om zijn technische bekwaamheid.
In de 19de eeuw genoot hij verhoogde belangstelling door de algemene populariteit van het historicisme in de kunst. Hij werd afgeschilderd als de redder van de polyfonie toen de contrareformatie dreigde de kerkmuziek te beperken tot strengere vormen. Zijn romantizering bereikte een hoogtepunt met de opera Palestrina van Hans Pfitzner, waarin de componist wordt afgeschilderd als een soort muzikale heilige aan wie de Missa Papae Marcelli door engelen wordt gedicteerd. Daarnaast ontstond in het katholieke Zuid-Duitsland en Oostenrijk een specifieke focus op zijn werk in de beweging van het Cecilianisme, die de kerkmuziek wou hervormen door een terugkeer naar de traditie van voor de Verlichting. Palestrina werd daarbij opgevoerd als rolmodel voor ideale polyfone zang.
Recenter hebben legendevorming, stereotypering en verwaarlozing door de kerk bijgedragen tot de perceptie dat de muziek van Palestrina droog, erudiet en technisch is.

## Trivia
De Duitse astronoom F. Börngen ontdekte in de periode 1961-1995 honderden planetoïden op de sterrenwacht Karl-Schwarzschild-Observatorium in Tautenburg in de deelstaat Thüringen. Verscheidene daarvan werden naar bekende componisten genoemd. Planetoïde 1973 UJ5, voor het eerst waargenomen op 27 oktober 1973, ontving de definitieve nummering en benaming 4850 Palestrina.